# Nadleśnictwo Dwukoły

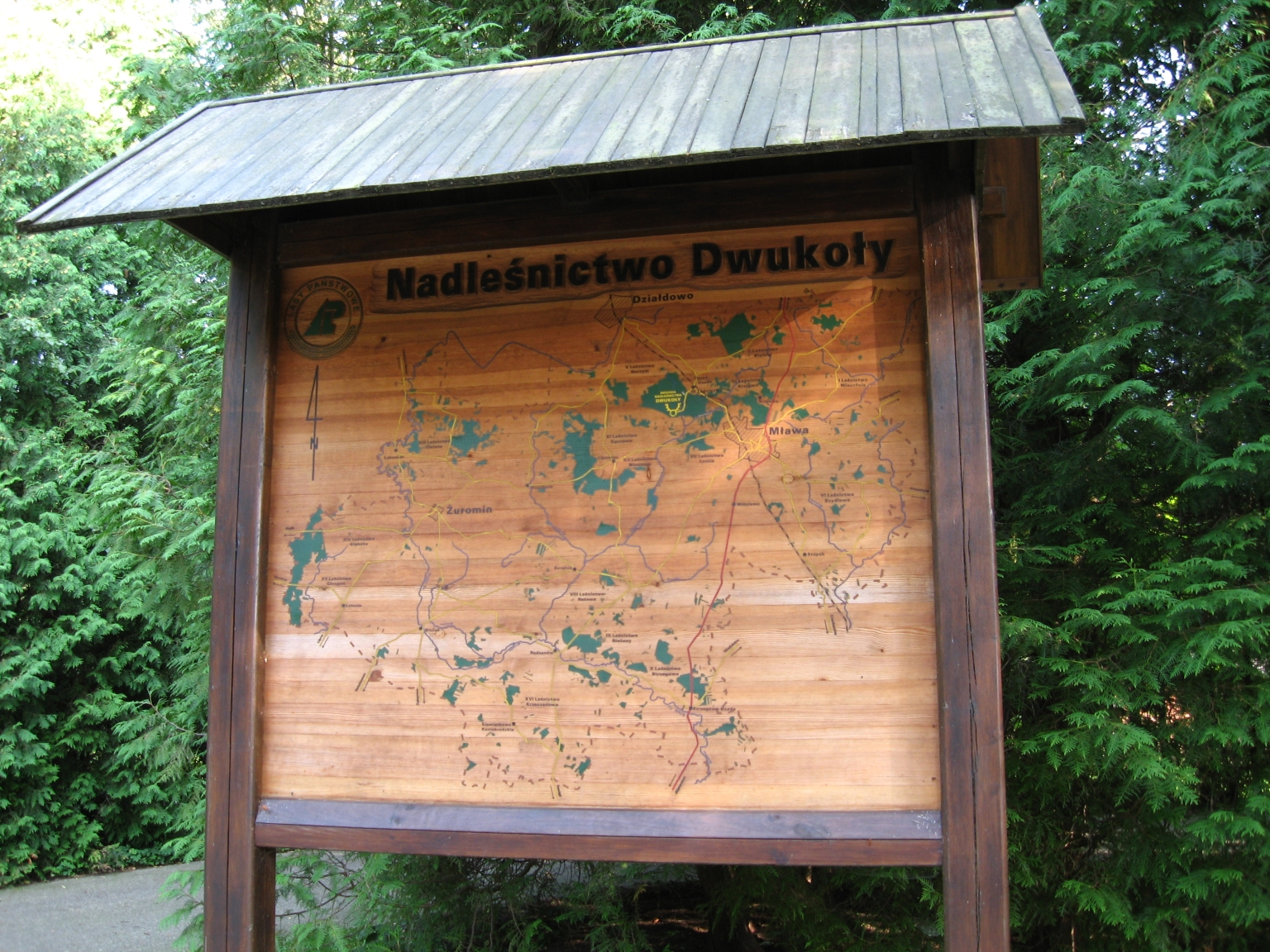
Tablica z mapą nadleśnictwa

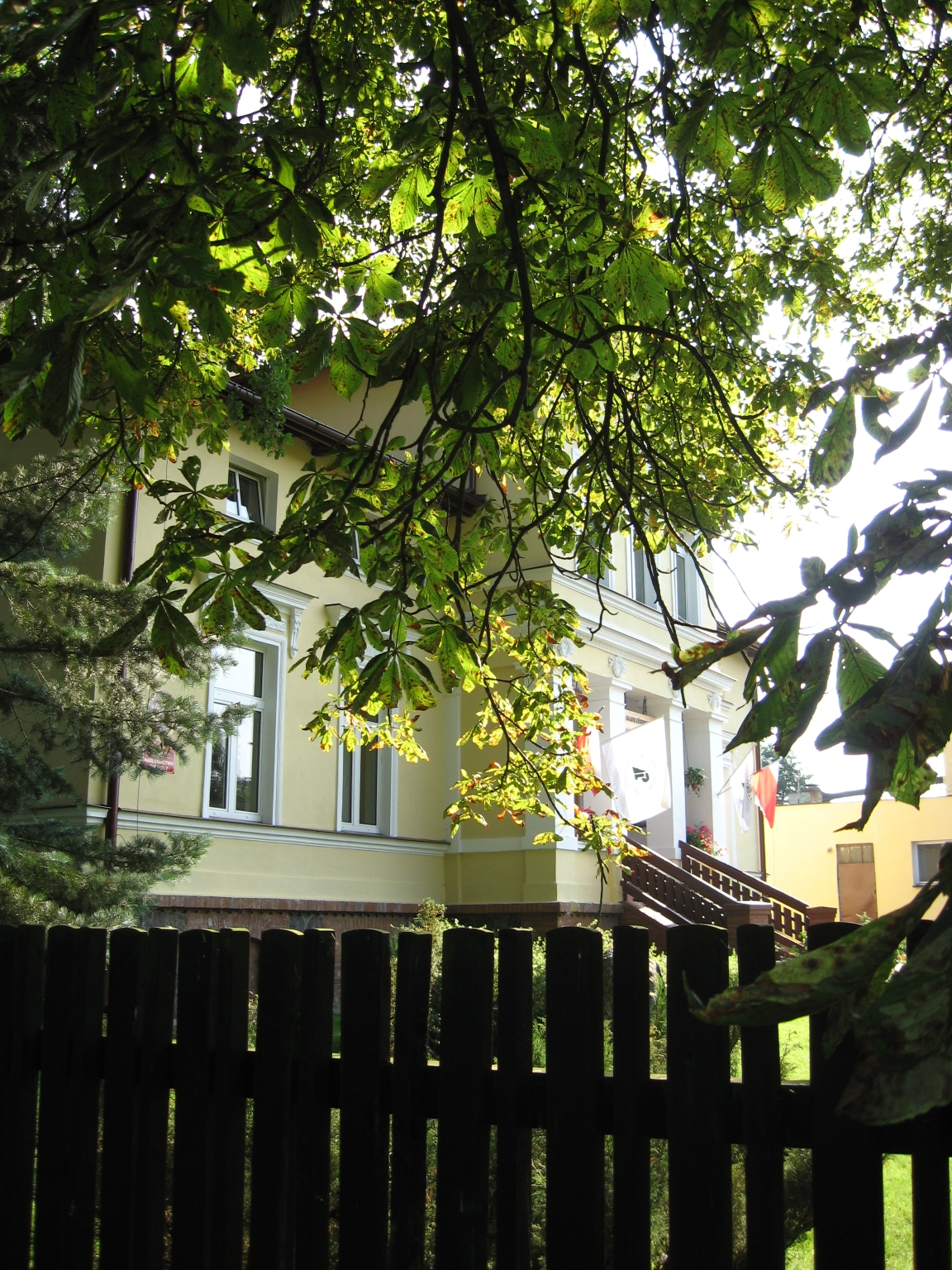
Budynek dyrekcji nadleśnictwa - Dwukoły

Nadleśnictwo Dwukoły – jednostka organizacyjna Lasów Państwowych, podległa Regionalnej Dyrekcji Lasów Państwowych w Olsztynie.
W okresie dwudziestolecia międzywojennego istniało Nadleśnictwo o nazwie Dwukoła (1921–1939) podlegające Dyrekcji Lasów Państwowych w Toruniu. Po drugiej wojnie światowej, z upaństwowionych lasów (na mocy dekretów o reformie rolnej i o przyjęciu niektórych lasów na własność państwa) utworzono Nadleśnictwo Dwukoły.
Obecny budynek dyrekcji nadleśnictwa pochodzi z czasów pruskich. Na terenie leśnictwa znajduje się rezerwat Góra Dębowa, w którym objęto ochroną starodrzew mieszany. Osobliwością Lasów Iłowskich są tzw. gniazda Mansfelda, nazwane tak od nazwiska pruskiego leśnika. Wprowadził on nową metodę zalesiania - młode drzewa sadził on w kręgi o promieniu kilkudziesięciu metrów, natomiast środek obszaru miał zalesiać się sam.
Nadleśnictwo Dwukoły podzielone jest na dwa obręby: Dwukoły i Żuromin, w skład których wchodzi 16 leśnictw. Pod względem podziału administracyjnego kraju położone jest na terenie dwóch województw: mazowieckiego oraz warmińsko-mazurskiego, trzech powiatów: działdowskiego, mławskiego i żuromińskiego oraz dwudziestu gmin.
Zasięg terytorialny nadleśnictwa wynosi 1740 km², z czego lasy stanowią 17%.

## Rezerwaty przyrody
|    | Rezerwat                                              | pow.      | leśnictwo                                    | przedmiot ochrony                                                            |
| -- | ----------------------------------------------------- | --------- | -------------------------------------------- | ---------------------------------------------------------------------------- |
| 1. | Rezerwat fitocenotyczny „Olszyny Rumockie”            | 148,83 ha | leśnictwo Mostowo (gmina Lipowiec Kościelny) | naturalne zbiorowiska łęgów i olsów                                          |
| 2. | Rezerwat fitocenotyczny „Gołuska Kępa”                | 9,90 ha   | leśnictwo Krzeczanowo (gmina Bieżuń)         | wielogatunkowy las, łęg i grąd w dolinie rzeki Wkry                          |
| 3. | Rezerwat biocenotyczno-fitocenotyczny „Dolina Mławki” | 147,41 ha | leśnictwo Ratowo (gmina Szreńsk)             | zbiorowiska olsu i olsu jesionowego                                          |
| 4. | Rezerwat fitocenotyczny „Baranie Góry”                | 176,62 ha | leśnictwo Mostowo (gmina Lipowiec Kościelny) | krajobraz o urozmaiconej rzeźbie z bogatymi drzewostanami dąbrowy pełnikowej |
| 5. | Rezerwat fitocenotyczny „Góra Dębowa”                 | 163,07 ha | leśnictwo Narzym i Iłowo (gmina Iłowo-Osada) | pagórkowaty krajobraz z wiekowymi drzewostanami                              |
| 6. | Rezerwat torfowiskowy „Świńskie Bagno”                | 16,10 ha  | leśnictwo Białuty (gmina Iłowo-Osada)        | ekosystemy torfowiskowe i leśne                                              |

## Pomniki przyrody
1. Aleja złożona z 14 sztuk modrzewia europejskiego, 1 sztuki daglezji (leśnictwo Kęczewo, gmina Lipowiec Kościelny),
2. Grupa 17 dębów szypułkowych (leśnictwo Kęczewo, gmina Lipowiec Kościelny),
3. Grupa drzew złożona z 5 sztuk dębów szypułkowych (leśnictwo Bieżany, gmina Radzanów),
4. Grupa drzew złożona z 2 sztuk klonów jaworów, 1 sztuki lipy drobnolistnej (leśnictwo Kęczewo, gmina Lipowiec Kościelny),
5. Grupa drzew złożona z 3 sztuk dębów szypułkowych (w tym jeden obumarły) (leśnictwo Iłowo, gmina Iłowo-Osada)
6. 9 pojedynczych drzew, w tym 1 sosna zwyczajna, 1 modrzew europejski, 1 lipa drobnolistna, 1 jesion wyniosły i 5 dębów szypułkowych,
7. Głaz narzutowy - granit różowy (leśnictwo Kęczewo, gmina Lipowiec Kościelny).

## Rośliny i grzyby chronione
Na terenie nadleśnictwa rośnie ponad 40 gatunków roślin i grzybów chronionych m.in.: barwinek pospolity, miodownik melisowaty, chrobotek reniferowy, wawrzynek wilczełyko, kosaciec syberyjski, sasanki, storczyki, widłaki oraz szmaciak gałęzisty czy czasznica olbrzymia.

## Zwierzęta chronione
Na terenie nadleśnictwa żyje ponad 40 gatunków chronionych zwierząt, w tym gniazda ptaków chronionych, wokół których wyznaczone są dodatkowo strefy ochronne: bielik zwyczajny (1 szt.), orlik krzykliwy (5 szt.), bocian czarny (5 szt.).

### Owady
- Trzmiel ziemny (Bombus terrestris)

### Płazy
- Rzekotka drzewna (Hyla arborea)
- Ropucha szara (Bufo bufo)
- Ropucha zielona (Bufo viridis)
- Żaba wodna (Rana esculenta)
- Żaba trawna (Rana temporaria)
- Żaba moczarowa (Rana arvalis)
- Traszka (Tritturus sp.)

### Gady
- Jaszczurka żyworodna (Lacerna vivipara)
- Jaszczurka zwinka (Lacerna agilis)
- Jaszczurka zielona (Lacerna viridis)
- Padalec zwyczajny (Anguis fragilis)
- Żmija zygzakowata (Vipera berus)
- Zaskroniec zwyczajny (Natrix natrix)

### Ptaki
- Bielik zwyczajny (Haliaeetus albicilla)
- Orlik krzykliwy (Aquila pomarina)
- Bocian czarny (Ciconia nigra)
- Zimorodek (Alcedo atthis)
- Dudek zwyczajny (Upupa epops)
- Wilga (Oriolus oriolus)
- Sóweczka zwyczajna (Glaucidium passerinum)
- Pustułka (Falco tinnunculus)
- Kobuz (Falco subbuteo)
- Żuraw (Grus grus)
- Mysikrólik zwyczajny (Regulus regulus)
- Drozd śpiewak (Turdus ericetorum)
- Kos zwyczajny (Turdus merula)
- Muchołówka szara (Muscicapa striata)
- Słowik szary (Luscinia luscinia)
- Kowalik (Sitta europaea)
- Pójdźka zwyczajna (Athene nocuta)
- Puszczyk zwyczajny (Strix aluco)
- Błotniak stawowy (Cirrus aeuryginosus)
- Myszołów zwyczajny (Buteo buteo)
- Krogulec zwyczajny (Accipiter nisus)

### Ssaki
- Bóbr europejski (Castor fiber)
- Wydra (Lutra lutra)
- Wiewiórka pospolita (Sciurus vulgaris)
- Jeż europejski (Erinaceus europaeus)
- Łasica (Mustella nivalis)
- Gronostaj (Mustella erminea)